# 9054 Hippocastanum
9054 Hippocastanum (1991 YO) là một tiểu hành tinh vành đai chính được phát hiện ngày 30 tháng 12 năm 1991 bởi E. W. Elst ở Đài thiên văn Haute-Provence.